# وادي شحوح
من أشهر أودية مديرية سيئون و هو اقرب وادي إلى مدينة سيئون ( العاصمة السياسية للوادي ) , و تسكن الوادي [قبايل كثيرة]   و  حيث تتداخل بيوته مع بيوت مدينة سيئون و يعد هذا الوادي من اصغر روافد وادي حضرموت .
في موسم عسل السدر يشهد وادي شحوح اقبال كثيف من النحالين و ذلك بسبب قربة من المدينة الا ان و فرة الغطاء النباتي تر شهد تراجعا كبيرا و بذات في أشجار السدر و اشجار السمرة حيث قلت اعدادها في الوادي بصورة ملحوظة , و لعل من ابرز الأسباب في ذلك هو شح الإمطار في السنوات الأخيرة و كذا قرب الوادي من مدينة سيئون حيث تحول إلى وادي سكني تشهد فيه اعداد المنازل ازدياد مضطرد بعد ان كان وادي زراعي.